# Diecezja San Vicente
Diecezja San Vicente (łac. Dioecesis Sancti Vincentii) – diecezja Kościoła rzymskokatolickiego w Salwadorze. Należy do metropolii San Salvador. Została erygowana 18 grudnia 1943.

## Ordynariusze
- Pedro Arnoldo Aparicio Quintanilla, S.D.B. (1948 - 1983)
- José Oscar Barahona Castillo (1983 - 2005)
- José Luis Escobar Alas (2005 - 2008)
- José Elías Rauda Gutiérrez (2009 - )